# Stari pil
Stari pil (1989) je roman slovenskega pisatelja Vlada Žabota. Beseda "pil", 'znamenje, navadno v obliki stebra', je v predobjavi zapisana z veliko začetnico, kot da bi šlo za krajevno ime, pozneje pa z malo začetnico. 

## Vsebina
Dogodki v romanu se pojavljajo fragmentarno. Zgodba prikazuje fantastične blodnje glavnega lika Kalmana, njegov tok zavesti in psihično dogajanje v irealnem svetu.   Tava po neki pokrajini in pride v gostilniško okolje. Njegova mlajša sestra Lučka se je utopila že kot otrok. Iz gostilne vržejo gosta Gustija, ki ga nato Kalman najde mrtvega. Skušajo ga pokopati, vendar nihče pogreba ne zna pravilno izvesti ali pa tega ne dopusti. 
Večkrat se pojavi motiv petelina (kokoši, perja), spolne zlorabe (tudi Stotnik) in prerezanega vratu. Po imenu pomembnejšega lika Lucija bi lahko sklepali, da je nekako povezana z Lučko. Pozneje Lučka postane Lucija (čeprav ona trdi, da se je njen mlajši brat utopil). V literarnem delu so tri Lucijine zgodbe in zadnja pojasni velik del neznanega. Vse dogajanje bi naj v resnici bila ena velika zaigrana scena in mnogi so pravzaprav mrtvi. Da bi se jim Kalman lahko pridružil, kot so si želeli ostali, ga Lucija na koncu ubije in oba utoneta, čeprav naj bi ona po njenih besedah zopet postala mlada, on pa nikdar več.

## Predhodne objave poglavij
- Sodobnost 34/11 (1986)
- Sodobnost 36/11 (1988)